# Altamirano (Chiapas)
Altamirano es una localidad del sudeste de México, perteneciente al estado de Chiapas. Fundada en el año 1806 que sería nombrada Nacashtlan o Nacaxtlán, Nuevo San Carlos y posteriormente sería nombrada Altamirano (actualmente) en honor al poeta Ignacio Manuel Altamirano. Colinda con los municipios de Comitán de Domínguez y Ocosingo, Chiapas. 
Las culturas que se encuentran en este municipio son la cultura Tseltal y Tojolabal que las podemos encontrar en comunidades cercanas de dicho municipio.

## Toponimia
El nombre de la localidad y del municipio de Altamirano es en homenaje al poeta Ignacio Manuel Altamirano.

## Historia
En 1806, pobladores de las haciendas de San Antonio y San Vicente, solicitaron a la vicaría de Ocosingo, terreno propio para fundar un pueblo nuevo, eligiendo el paraje de Nacashlan, a unos 70 km al norte de Comitán, en las cercanías del río Tzaconejá. En 1814, el visitador don Manuel Gómez, dio fe de la existencia de este lugar llamado Ashlumal (pueblo nuevo) San Carlos, la comunidad de noventa familias indígenas todos ellos tzeltales. 
En 1848 por decreto nacional, avecindados de Comitán establecieron centros de comercialización en San Carlos, el camino real Comitán-Salto de Agua, y reclamaron tierras propias para su explotación, los indígenas desplazados por Mestizos deciden poblar una ranchería nueva en los márgenes del río, hoy "La Laguna". 
En 1881 aparece el pueblo Nuevo Nacaxlán, sobre la antigua finca San Carlos. El 6 de noviembre de 1911, sobre este pueblo que había pertenecido al Departamento de Chilón, se erige el municipio, siendo el pueblo de San Carlos la cabecera, agregándose al Departamento de Comitán su jurisdicción. El 16 de enero de 1933, por disposición del gobernador Victorico R. Grajales, el pueblo de San Carlos es elevado a la categoría de Villa con el nombre de Villa Enríquez, en honor al gobernador Raymundo E. Enríquez (1889-1968). 
El 25 de enero de 1935, el mismo Gobernador le cambia nuevamente el nombre por el de Villa Altamirano en homenaje al poeta Ignacio Manuel Altamirano. 
El 20 de julio de 1942, por disposición del gobernador Rafael Pascacio Gamboa se eleva a municipio de segunda clase.
En enero de 1994 se convirtió en uno de los pueblos ocupados por unos días por el Ejército Zapatista de Liberación Nacional.

## Demografía
Cuenta con 10 618 habitantes lo que representa un incremento promedio de 1.5% anual en el período 2010-2020 sobre la base de los 9200 habitantes registrados en el censo anterior. Ocupa una superficie de 4.557 km², lo que determina al año 2020 una densidad de 2330 hab/km².
| Gráfica de evolución demográfica de Altamirano entre 2000 y 2020  |
|                                                                   |
| Fuente: Instituto Nacional de Estadística Geografía e Informática |

En el año 2010 estaba clasificada como una localidad de grado alto de vulnerabilidad social.
La población de Altamirano está mayoritariamente alfabetizada (12.13% de personas analfabetas al año 2020) con un grado de escolarización en torno de los 7.5 años. El 51.86% de la población es indígena.